# Austin K5
De Austin K5 was een militair vrachtvoertuig gebouwd door de Engelse autofabrikant Austin Motor Company en werd gebruikt tijdens de Tweede Wereldoorlog.

## Geschiedenis
De Austin K5 werd geproduceerd voor de Britse leger tussen 1941-1945. In totaal zijn er 12.280 exemplaren van gefabriceerd. De voertuigen zijn aan het begin van de jaren 50 van de sterkte afgevoerd.

## Beschrijving
De Austin K5 had een traditionele opbouw. Een frontstuurcabine met daarachter het laadgedeelte. De Austin zescilinder watergekoelde benzinemotor had een cilinderinhoud van 3.995 cc. Het motorvermogen was 85 pk. De versnellingsbak telde vier versnellingen vooruit en een achteruit. Een reductiebak was aanwezig. Alle wielen konden werden aangedreven, 4 x 4. Het laadvermogen was vastgesteld op drie ton.
Er was ook een versie met een open cabine. Deze was uitgerust met een zesponder antitankkanon op de plaats van het laadgedeelte.